# Латинска Африка
Латинска Африка е общото име на държавите от Северна Африка от Мароко до Египет, които са били част от римската империя. Някои историци изключват Египет от списъка, тъй като там доминиращият език е бил гръцкият, а не латински. Областта между Тунис и Мароко по-късно е наречена Магреб (Maghreb – Запад) от арабите, които я завладяват през 7 век.
Днес терминът се използва от Франция за техните бивши колониални територии в Африка и за африканските държави членки на Международната организация за франкофония и Общността на португалскоговорещите държави. В тези държави официален език е или френски, португалски или испански или значителна част от населението владее един от тези езици.

## Африкански държави, в които се говори френски
- Бенин
- Буркина Фасо
- Бурунди
- Габон
- Гана
- Гвинея
- Джибути
- Камерун
- Демократична република Конго
- Република Конго
- Кот д'Ивоар
- Мавритания
- Мадагаскар
- Мали
- Нигер
- Руанда
- Сенегал
- Того
- Централноафриканска република
- Чад

## Африкански държави, в които се говори португалски
- Ангола
- Гвинея-Бисау
- Кабо Верде
- Мозамбик
- Сао Томе и Принсипи

## Африкански държави, в които се говори испански
- Екваториална Гвинея

| Портал | Портал „Африка“ съдържа още много статии, свързани с Африка. Можете да се включите към Уикипроект „Африка“. |